# Passo de dança
O passo de dança (popularmente chamado pisada ou golpe) é um movimento dançado;  é uma sequencia coordenada de  mudanças do peso corporal e de posicionamento dos pés. Alguns passos de dança caracterizam um ritmo músical/gênero musical como os passos básicos que formam o léxico do rítmo (sistema de dança).
Os passos de dança simples são atalhos para a aprendizagem dos passos mais complexos. que são  chamados padrões de dança e, são influenciados pela musicalidade (adequação do passo à música para a excecução notável, Bharatanatyam) e pela relevância lírica (remeter a mensagem da música expressando emoções).
Na dança, o ritmo da música é a organização dos sons e silêncios em uma sequência temporal que é manifestado através dos passos da dança. E geralmente os passos são memorizados em conjuntos de oito pulsos/oito tempos (padrão temporal dos movimentos), que ajuda a localizar e encaixar cada passo da dança na música no momento de uma coreografia.
Na "dança à dois" os passos de dança enfatizam os conceitos de liderança, acompanhamento e conexão. 
Também existem dois movimentos diferentes: concreto e abstrato. Esses tipos mostram tempo, espaço, qualidade e, relacionamento (movimento de dois ou mais dançarinos diferentes). Os nomes dos movimentos podem ser um tanto arbitrários e variam de cidade para cidade.

## Descrição
O passo de dança é uma sequencia coordenada de mudanças pré-estabelecidas do peso corporal entre as duas pernas junto com as mudanças do posicionamento dos pés de acordo com o ritmo de um música. São organizados em níveis para que o aluno iniciante possa facilmente aprender, independentemente de gênero e idade.

## Sistema de dança
Alguns gêneros, como o balé, têm uma repertório claro de passos de dança que ja foram classificados, chamado de sistemas de dança ou léxico de um ritmo, que são listados em uma cartilha ou folha de passos. Tendo o domínio da cartilha facilita a elaboração de sequências e de coreografias.
Alguns sistemas das danças clássicas, são organizados pelos nomes dos passos de dança, como por exemplo no balé o passo “plié” e o passo “tendu”. Essa organização em sistemas é encontrada inclusive em algumas danças urbanas.
Assim diferentes tipos de dança são caracterizados por alguns passos de dança diferentes e, muitas vezes os passos são compartilhados entre as vários estilos de danças, que são ensinados por nível de dificuldade. O treinamento técnico é a prática de movimentos corporais é orientada por procedimentos técnicos.

## Técnicas
“Dançar é caminhar no ritmo da música.", "Além dos passos, também há movimentos de dança, como toques de dedos dos pés, chutes e saltos.”
Uma dança de linha é composta por uma série de movimentações chamados passos. Onde cada passo recebe um nome, para que os professores possam dizer aos alunos para executarem ao ensinar uma dança. O mais conhecido é o grapevine (abreviado vine), um passo de quatro contagens executado para o lado.

Os passos de dança podem ser descritos por dificuldade, ou de acordo com combinações de passos rápidos e lentos e, muitas vezes são impulsionados pelo métrica da música, por exemplo passos de valsa (passos feitos em três contagens dançados ao som da valsa), passos de swing (passos de quatro contagens ao som do swing), passos de polca (passos de quatro contagens ao som de polca) e passos shuffle (passos de quatro contagens do foxtrot/texas-shuffle). Isso pode ocorrer porque os passos de dança são coreografados para se ajustarem a uma distribuição uniforme de batidas e compassos de cada música.
Os movimentos também podem ser descritos pela técnica física, por exemplo, a maioria dos movimentos de sapateado usam aterrissagens em ponta / meia-ponta (peso na planta do pé) com os joelhos firmemente estendidos, enquanto no salto de balé as aterrissagens são semi-plié (joelhos dobrados para fora), a maioria dos elementos da dança irlandesa ocorre no plano sagital (divisão do corpo em esquerda/direita). 
Diferentes movimentos de dança causam tensões diferentes em algumas partes do corpo do dançarino executante dos movimentos, por exemplo, movimentos de sapateado, irlandês e balé... causam batidas repetidas na planta dos pés, enquanto aterrissagens de salto demi-plié fazem com que o choque seja absorvido no joelhos através dos pés.